# Araneus carimagua
Araneus carimagua Levi, 1991 è un ragno appartenente alla famiglia Araneidae.

## Distribuzione
L'olotipo maschile è stato rinvenuto in una località della Colombia centrale: a Carimagua, nel dipartimento di Meta.

## Tassonomia
Non sono stati esaminati esemplari di questa specie dal 1991
Attualmente, a dicembre 2013, non sono note sottospecie